# Sphinx (comics)
Pour les articles homonymes, voir Sphinx.
Edward Nigma ou parfois orthographié Edward Nygma, alias le Sphinx ou l'Homme-mystère  (the Riddler en version originale), est un personnage de fiction créé par Bill Finger et Dick Sprang dans Detective Comics #140 en 1948.

## Biographie fictive
Dans sa jeunesse, à l'école où il se trouvait, des tests de quotient intellectuel (QI) étaient faits à chaque cours. Ces tests contenaient entre autres des devinettes. Le tout jeune Edward Nigma s'introduisit un soir dans la classe et copia les bonnes réponses pour le test du lendemain. Ce fut, pour ainsi dire, sa première action malhonnête.
Très tôt obsédé par les devinettes, charades et toute gymnastique intellectuelle, il se dirigea assez naturellement vers l'accomplissement de délits et autres sortes de turpitudes interdites par la loi, puis finit par devenir le Sphinx, rendu célèbre par les indices énigmatiques laissés à l'attention du Chevalier Noir.
Lors de sa première incarcération à Arkham, Edward Nigma est diagnostiqué comme étant sujet à un TOC fictif, qui l'oblige à laisser des indices et donc des énigmes lorsqu'il commet un crime.
Pour ses crimes, le Sphinx est parfois accompagné de deux complices féminines : Query et Echo. Ces deux femmes sont de bonnes combattantes qui protègent le Sphinx contre Batman.
Après avoir failli être tué par Silence, il change de personnalité et de mentalité, persuadé de ne plus avoir triché à l'examen dans sa jeunesse, et est conscient qu'il a un QI incroyable et plus développé qu'il ne le croyait. Le « nouveau » Sphinx est donc plus dangereux pour Batman, usant de son intelligence pour concevoir des pièges mortels.

## Description

### Signification du nom
The Riddler est le nom original du personnage, qui signifie « celui qui pose les énigmes ». Le nom français du Sphinx pourrait venir de l'animal mythique, considéré comme mystérieux et posant des énigmes complexes. Le pseudonyme de Edward Nygma, souvent abrégé Ed, forme une consonance proche de Enigma. Dans la version française de la série animée de 1968, il est surnommé le poseur de colles.

### Physique
Le Sphinx porte un costume vert orné de points d'interrogations multiples : complet cravate, chapeau melon, masque violet et canne ou collants une pièce. Dans la série animée de 2004, le personnage prend une tournure grunge : cheveux longs, tenue sombre et costume déchiré. Dans Batman Forever, il a des cheveux d'un roux très vif, une combinaison moulante verte avec des points d'interrogation noirs, un chapeau melon du même motif et un sceptre lui aussi orné de ce fameux point d'interrogation.

### Personnalité
C'est un malfaiteur cérébral plutôt qu'un assassin cruel. Le Sphinx est d'ailleurs un des seuls ennemis de Batman (le Chapelier Fou, Bane, Hugo Strange et le Joker y seront également parvenus) à avoir déduit l'identité réelle du Chevalier Noir, mais ce dernier a « négocié » son silence contre le secret sur l'implication du Sphinx dans le vol d'un des puits de Lazare de Ra's al Ghul, chef de la redoutable Ligue des Ombres. Il est aussi le seul à savoir où se trouve le corps de Jason Todd, le deuxième Robin. Il n'est pas forcément violent. Il est d'ailleurs très offusqué de la popularisation des meurtres à Gotham City.
Dans la série animée de 1992, les scénaristes dressent un portrait plus posé. Il a un esprit calculateur. C'est un génie des devinettes et de la réalité virtuelle. Il est loin d'être aussi hystérique que ses versions antérieures.
Le Sphinx apparaît aussi dans le film Batman Forever de Joel Schumacher, sorti en 1995. Le personnage est interprété par Jim Carrey. Il est fan de devinettes mais a une personnalité plus instable (il fait souvent le clown), ce qui fut beaucoup critiqué, car ce personnage est normalement très différent du Joker. Il fait d'ailleurs équipe avec Double-Face, les deux agissant de façon similaire et assez éloignée de la version comics.
En 2010, La Ligue des Justiciers : Nouvelle Génération dépeint un criminel emprisonné dans le pénitencier de Belle Rive, tourmenté par les autres pensionnaires. Il parvient à s'échapper à l'occasion d'une émeute et s'avère être allié avec d'autres super-criminels pour un plan particulièrement ambitieux.
Dans La Ligue des justiciers : Action, il s'est rangé et a un job de détective. Il porte assistance à Wonder Woman
et Green Arrow pour sauver Batman des griffes du Joker.
Dans la série Gotham de Bruno Heller, Edward Nygma joue le rôle d'un membre de la police scientifique de Gotham City, adepte des devinettes pour faire part de ses conclusions aux inspecteurs en buvant régulièrement son café dans un mug sérigraphié d'un point d'interrogation. Il va tout mettre en œuvre pour tenter de faire taire James Gordon, alors un de ses meilleurs amis, pensant que celui-ci le soupçonnait dans le meurtre de sa petite amie Kristen Kringle. En réalité, il l'avait bel et bien tué par inadvertance[réf. nécessaire].
Dans le film The Batman, Edward Nashton a vécu à l’orphelinat Wayne et méprise Thomas et Martha jusqu’au jour où ils sont tués, il s’attaque à Bruce Wayne puis décide de devenir un tueur en série qui se nomme le Riddler et qui tue des personnes politiques dont le maire Mitchell ou le procureur Colson ou même le commissaire Savage, ainsi que le baron du crime Falcone. Il laisse des énigmes, des puzzles, des lettres à Batman et Gordon et décide d’essayer de tuer Bella Real mais échoue et se lie d’amitié avec le Joker à l’asile d’Arkham.

## Création du personnage
C'est un ennemi de Batman dans ses nombreuses aventures en bandes dessinées (comics) publiées par DC Comics. La série télévisée des années 1960 le fit connaître au grand public. Avant cela, le Sphinx était un méchant de moindre envergure. L'interprétation burlesque de Frank Gorshin le propulsa au sommet.

## Apparitions dans d'autres médias

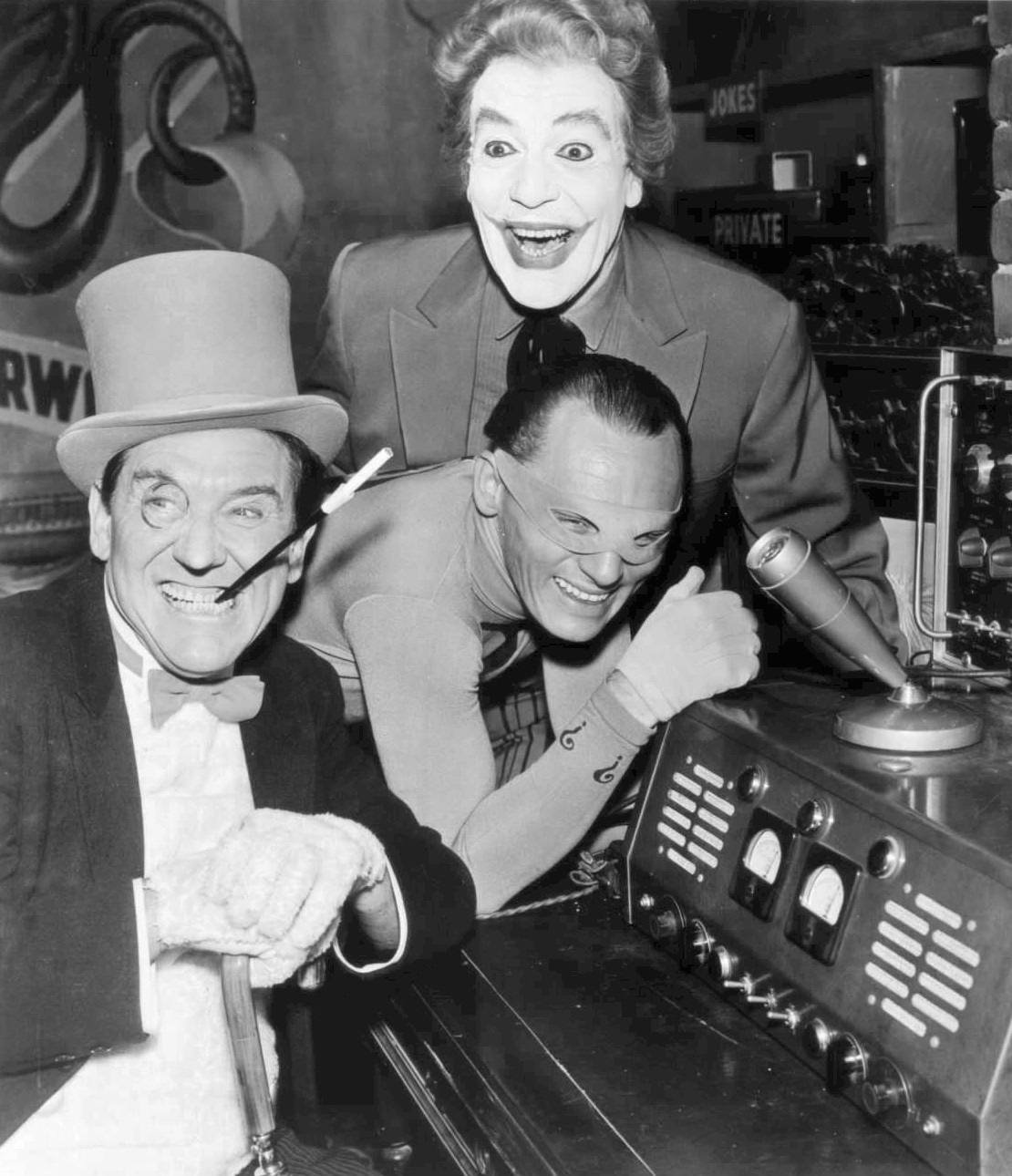
Le Sphinx, au centre, tel qu'il apparaît dans la série télévisée de 1966

### Cinéma
- Batman (Leslie H. Martinson, 1966), interprété par Frank Gorshin (VF : Serge Lhorca)
- Alyas Batman en Robin (Tony Y. Reyes, 1991), interprété par Roy Cantos
- Batman Forever (Joel Schumacher, 1995) avec Jim Carrey (VF : Vincent Violette)
- Batman et Robin (Joel Schumacher, 1997), il peut être aperçu dans l'asile d'Arkham dans la salle des preuves quand Bane, prend possession du costume de Mr. Freeze, pour aller lui donner, il se trouve avec les costumes de Double-Face et la marionnette Scarface.
- Batman v Superman : L'Aube de la justice (Zack Snyder, 2016), la chemise du personnage rempli de point d'interrogation apparaît dans la Batcave ainsi que son fameux point d'interrogation apparaît dans une scène de combat impliquant Batman et Superman. Et il devait apparaître physiquement dans cet univers dans la suite du film Zack Snyder's Justice League, cependant cette suite a été annulé, mais apparaît dans un concept art.
- Suicide Squad (David Ayer, 2016), le personnage n’apparaît pas mais est référencé sur la fiche de Killer Croc en tant qu'homme de main en compagnie du Pingouin.
- The Batman (Matt Reeves, 2022), interprété par Paul Dano (VF : Donald Reignoux)

### Télévision
- Batman (William Dozier, 1966-1968), interprété par Frank Gorshin et John Astin (VF : Serge Lhorca)
- Legendes des Super-héros (Legends of the Superheroes, Bill Carruthers, Chris Darley, 1979), interprété par Frank Gorshin (VF : Serge Lhorca)
- Dans la grotte de Batman (Return to the Batcave, The Misadventures of Adam and Burt, Paul A. Kaufman, 2003), interprété par Frank Gorshin
- Gotham (Bruno Heller, 2014-2019), interprété par Cory Michael Smith (VF : Cyrille Thouvenin)

### Séries d'animation
- Batman (Paul Dini, Bruce Timm, Eric Radomski, 1992-1995), interprété par John Glover (VF : Vincent Violette et Jean-Philippe Puymartin)
- Batman (The New Batman Adventures, Alan Burnett, Paul Dini, Bruce Timm, 1997-1999), interprété par John Glover (VF : Mathieu Buscatto)
- Superman, l'Ange de Metropolis (Superman, Alan Burnett, Paul Dini, Bruce Timm, 1996-2000), interprété par John Glover (VF : Philippe Peythieu)
- Batman (The Batman, Duane Capizzi, Michael Goguen, 2004-2008), interprété par Robert Englund (VF : Patrick Préjean)
- Batman : L'Alliance des héros (Batman: The Brave and the Bold, James Tucker, 2008-2011), interprété par John Michael Higgins (VF : Marc Perez)
- La Ligue des Justiciers : Nouvelle Génération (Young Justice, Greg Weisman et Brandon Vietti, 2010-), interprété par Dave Franco (VF : Alexandre Gillet)
- La Ligue des justiciers : Action (Gardner Fox et Mike Sekowsky, 2017), interprété par Brent Spiner (VF : Alexandre Gillet)
- Harley Quinn (Justin Halpern, Patrick Schumacker et Dean Lorey, 2019-), interprété par Jim Rash

### Vidéo
- Batman et Red Hood : Sous le masque rouge (Brandon Vietti, 2010) avec Bruce Timm
- Lego Batman, le film : Unité des super héros (Jon Burton, 2013) avec Rob Paulsen
- Batman : Assaut sur Arkham (Jay Oliva et Ethan Spaulding, 2014) avec Matthew Gray Gubler (VF : Alexandre Gillet)
- Batman : Le Retour des justiciers masqués (Leslie H. Martinson, 2016) avec Wally Wingert (VF : Marc Perez)
- Batman et Harley Quinn (Sam Liu, 2017) (caméo seulement)
- Batman vs Double-Face (Leslie H. Martinson, 2017) avec Wally Wingert (VF : Marc Perez)
- Scooby-Doo et Batman : L'Alliance des héros (Jake Castorena, 2018) avec John Michael Higgins (VF : Marc Perez)
- Batman : Silence (Justin Copeland, 2019) avec Geoffrey Arend (VF : Valentin Merlet)[4]
- Lego DC Batman: Family Matters

### Podcasts
- Batman : Autopsie (David S. Goyer (VF : Douglas Attal), 2022) avec Hasan Minhaj (VF : Laurent Stocker)

### Musique
Le Sphinx est l'un des personnages du vidéoclip de la chanson The Riddle (« l'Énigme »), de Nik Kershaw.

### Jeux vidéo
- Batman: Arkham Asylum (Xbox 360, PS3, PC) : Le Sphinx n'apparaît à aucun moment en personne dans le jeu, mais assez tôt dans l'aventure, il pirate le système de communication radio de Batman pour le mettre au défi de résoudre toutes les énigmes qu'il a minutieusement élaborées.
- Batman: Arkham City (Xbox 360, PS3, Wii U, PC) :
- Batman: Arkham Origins (Xbox 360, PS3, Wii U, PC) : Première rencontre avec le Chevalier Noir. Le Sphinx met au défi Batman de le retrouver avant qu'il ne dévoile des informations confidentielles sur toute la ville.
- Lego Batman (DS, Xbox 360, PS3, Wii, PC, PSP) : Le Sphinx est le chef de la première bande d'ennemis du jeu composé de Gueule d'argile, Mister Freeze, L'Empoisonneuse et Double-Face.
- Le Sphinx apparaît aussi dans Lego Batman 2: DC Super Heroes, DC Universe Online,  The Animated Series, Batman Forever et Batman Forever: The Arcade Game.
- Batman: Arkham Knight (Xbox One, PS4, PC) : Il réapparaît une fois encore pour mettre au défi le Chevalier noir.